# Nederlands landskampioenschap voetbal 1902/03
Het Nederlands landskampioenschap voetbal in het seizoen 1902/03 werd gewonnen door voetbalclub HVV uit Den Haag. Voor de eerste keer werd het kampioenschap bepaald middels een kampioenscompetitie. De oostelijke kampioen was Vitesse uit Arnhem en de Amsterdamse club Volharding was kampioen in de andere westelijke competitie. 

## Eindstanden

### Kampioenscompetitie
| Positie | Club       | WG | W | G | V | P | DS   |
| ------- | ---------- | -- | - | - | - | - | ---- |
| 1.      | HVV        | 4  | 4 | 0 | 0 | 8 | 11-2 |
| 2.      | Vitesse    | 4  | 1 | 0 | 3 | 2 | 6-10 |
| 3.      | Volharding | 4  | 1 | 0 | 3 | 2 | 7-12 |

### Oost
| Positie | Club     | WG | W | G | V | P  | DS    |
| ------- | -------- | -- | - | - | - | -- | ----- |
| 1.      | Vitesse  | 10 | 9 | 0 | 1 | 18 | 42-13 |
| 2.      | PW       | 10 | 6 | 1 | 3 | 13 | 45-20 |
| 3.      | Go Ahead | 10 | 5 | 1 | 4 | 11 | 31-27 |
| 4.      | Quick    | 10 | 3 | 2 | 5 | 8  | 20-29 |
| 5.      | UD       | 10 | 3 | 1 | 6 | 7  | 23-37 |
| 6.      | Victoria | 10 | 1 | 1 | 8 | 3  | 12-47 |

Op 14 september 1903 besloten de Wageningse voetbalclubs Go Ahead en Victoria samen verder te gaan. De nieuwe fusieclub heet vanaf volgend seizoen GVC (Go Ahead - Victoria Combinatie).

### West A
| Positie | Club          | WG | W | G | V | P  | DS    |
| ------- | ------------- | -- | - | - | - | -- | ----- |
| 1.      | HVV           | 10 | 5 | 4 | 1 | 14 | 27-10 |
| 2.      | Sparta        | 10 | 4 | 4 | 2 | 12 | 18-11 |
| 3.      | Ajax (Leiden) | 10 | 4 | 3 | 3 | 11 | 23-20 |
| 4.      | Velocitas     | 10 | 5 | 1 | 4 | 11 | 21-19 |
| 5.      | Haarlem       | 10 | 1 | 6 | 3 | 8  | 19-27 |
| 6.      | RAP           | 10 | 1 | 2 | 7 | 4  | 12-33 |

### West B
| Positie | Club       | WG | W | G | V | P  | DS    |
| ------- | ---------- | -- | - | - | - | -- | ----- |
| 1.      | Volharding | 10 | 9 | 1 | 0 | 19 | 29-11 |
| 2.      | HBS        | 10 | 6 | 1 | 3 | 13 | 22-20 |
| 3.      | HFC        | 10 | 4 | 1 | 5 | 11 | 20-16 |
| 4.      | Hercules   | 10 | 4 | 1 | 5 | 11 | 24-21 |
| 5.      | Rapiditas  | 10 | 4 | 1 | 5 | 8  | 20-27 |
| 6.      | Quick 1890 | 10 | 0 | 1 | 9 | 1  | 13-32 |

Nederlands landskampioenschap

1888/89 · 
1889/90 ·
1890/91 ·
1891/92 ·
1892/93 ·
1893/94 ·
1894/95 ·
1895/96 ·
1896/97 ·
1897/98 ·
1898/99 ·
1899/00 ·
1900/01 ·
1901/02 ·
1902/03 ·
1903/04 ·
1904/05 ·
1905/06 ·
1906/07 ·
1907/08 ·
1908/09 ·
1909/10 ·
1910/11 ·
1911/12 ·
1912/13 ·
1913/14 ·
1914/15 ·
1915/16 ·
1916/17 ·
1917/18 ·
1918/19 ·
1919/20 ·
1920/21 ·
1921/22 ·
1922/23 ·
1923/24 ·
1924/25 ·
1925/26 ·
1926/27 ·
1927/28 ·
1928/29 ·
1929/30 ·
1930/31 ·
1931/32 ·
1932/33 ·
1933/34 ·
1934/35 ·
1935/36 ·
1936/37 ·
1937/38 ·
1938/39 ·
1939/40 ·
1940/41 ·
1941/42 ·
1942/43 ·
1943/44 ·
1944/45 ·
1945/46 ·
1946/47 ·
1947/48 ·
1948/49 ·
1949/50 ·
1950/51 ·
1951/52 ·
1952/53 ·
1953/54
Betaald voetbal

Eerste klasse 1954/55 ·
Hoofdklasse 1955/56
Eredivisie

1956/57 · 1957/58 · 1958/59 · 1959/60 · 1960/61 · 1961/62 · 1962/63 · 1963/64 · 1964/65 · 1965/66 · 1966/67 · 1967/68 · 1968/69 · 1969/70 · 1970/71 · 1971/72 · 1972/73 · 1973/74 · 1974/75 · 1975/76 · 1976/77 · 1977/78 · 1978/79 · 1979/80 · 1980/81 · 1981/82 · 1982/83 · 1983/84 · 1984/85 · 1985/86 · 1986/87 · 1987/88 · 1988/89 · 1989/90 · 1990/91 · 1991/92 · 1992/93 · 1993/94 · 1994/95 · 1995/96 · 1996/97 · 1997/98 · 1998/99 · 1999/00 · 2000/01 · 2001/02 · 2002/03 · 2003/04 · 2004/05 · 2005/06 · 2006/07 · 2007/08 · 2008/09 · 2009/10 · 2010/11 · 2011/12 · 2012/13 · 2013/14 · 2014/15 · 2015/16 · 2016/17 · 2017/18 · 2018/19 · 2019/20 · 2020/21 · 2021/22 · 2022/23 · 2023/24 · 2024/25